# Navalacruz
Navalacruz es un municipio y localidad española de la provincia de Ávila, en la comunidad autónoma de Castilla y León. El término municipal tiene una población de 204 habitantes (INE 2024).

## Símbolos
El escudo heráldico y la bandera que representan al municipio fueron aprobados oficialmente el 5 de enero de 1999. El escudo se blasona de la siguiente manera:

Escudo partido. Primero de plata cruz llana de gules, Segundo de oro dos montañas de sinoples surmontadas de un nogal arrancado de lo mismo. Al timbre Corona Real Cerrada.
Boletín Oficial de Castilla y León nº 21 de 2 de febrero de 1999

La descripción textual de la bandera es la siguiente:

Bandera rectangular, de proporciones 2:3, formada por un paño blanco con una cruz completa roja, siendo sus brazos de ancho 1/5 del de la bandera, cantonada de un nogal arrancado verde en cada uno de sus cantones.
Boletín Oficial de Castilla y León nº 21 de 2 de febrero de 1999

## Geografía
Integrado en la comarca de Valle del Alberche y Tierra de Pinares, se sitúa a 53 km de la capital provincial. El término municipal está atravesado por la carretera N-502 en el pK 39 y por la carretera local que une el pueblo con la carretera nacional y con el valle del Alberche. 
El relieve del municipio es montañoso y está definido por la Sierra de la Paramera al norte y la sierra de Gredos al sur, separados por las dehesas cercanas al arroyo Chiquillo. La altitud oscila entre los 2134 m al noreste, en plena sierra de la Paramera, y los 1040 m a orillas de la garganta de Navalacruz. El pueblo se alza a 1238 m sobre el nivel del mar.
| Noroeste: Sotalbo     | Norte: Sotalbo   | Noreste: San Juan del Molinillo |
| Oeste: Cepeda la Mora |                  | Este: Navarredondilla           |
| Suroeste: Hoyocasero  | Sur: Navaquesera | Sureste: Navatalgordo           |

## Historia
A mediados del siglo XIX, el lugar contaba con una población censada de 656 habitantes. La localidad aparece descrita en el duodécimo volumen del Diccionario geográfico-estadístico-histórico de España y sus posesiones de Ultramar de Pascual Madoz de la siguiente manera:

NAVALACRUZ: l. con ayunt. en la prov., part. jud. y dióc. de Avila (7 leg.), aud. terr. de Madrid (20), c. g. de Castilla la Vieja (Valladolid 3O): sit. en un hondo, le combaten con mas frecuencia los vientos N.; y su clima es propenso a catarrales: tiene 200 casas de ínfima construccion; la de ayunt., cárcel, escuela de primeras letras comun a ambos sexos a la que concurren unos 5O alumnos, que se hallan a cargo de un maestro dotado con 200 rs.; 2 fuentes de buenas aguas de las que se utilizan los vec. para sus usos y una igl. parr. (la Natividad de Ntra. Sra.) con curato de primer ascenso y de presentacion de S. M.; hay una ermita, Ntra. Sra de las Longueras, con culto público á espensas del pueblo: en los afueras se encuentran 2 paseos con arbolado: el térm. confina N. Garganta del Villar y Navalmoral; E. Navalosa y Burgohondo; S. Navaquesera, y O. Barco de Avila; comprende un insignificante monte de enebro, y varios prados de regulares pastos; un arroyuelo ó garganta pasa por la pobl.: el terreno es escabroso y de mediana calidad. caminos: los que dirigen á los pueblos limítrofes en mediano estado: el correo se recibe en Avila. prod.: centeno, nueces, frutas y verduras; mantiene ganado lanar, vacuno y cabrío; y cria caza de liebres perdices y otras aves. ind.: la agrícola, y 5 molinos harineros, que solo muelen en verano: el comercio está reducido á la esportacion de lo sobrante ó importacion de los art. de que se carece. pobl.: 142 vec., 656 alm. cap. prod.: 1.225,500 rs. imp.: 61,020. ind. y fáb. 4,250. contr.: 12,586 rs. con 32 mrs.
(Madoz, 1849, p. 51)

## Demografía
Navalacruz cuenta con una población de 204 habitantes (INE 2024).
| Gráfica de evolución demográfica de Navalacruz entre 1842 y 2021                                                      |
| |
| Población de derecho según los censos de población del INE. Población de hecho según los censos de población del INE. |

## Servicios
El pueblo cuenta con instalaciones deportivas como La Dehesa que es un lugar que cuenta con dos piscinas, recinto para barbacoas, parque infantil, campos deportivos y un espacio natural.[cita requerida]